# Крістофер Ленц
Крістофер Ленц (нім. Christopher Lenz; нар. 22 вересня 1994, Берлін) — німецький футболіст, захисник клубу «Гоффенгайм».

## Клубна кар'єра
Ленц почав грати у футбол у клубі «Штерн» з Марієнфельде на півдні Берліна. Крім короткого перебування в молодіжному відділенні клубу «Теніс Боруссія», Ленц переважно тренувався в системі столичної «Герти», де провів загалом дванадцять років. А у другій половині сезону 2011/12 був переведений у другу команду.
У 2012 році він переїхав до «Боруссії» (Менхенгладбах), де спочатку грав за юнацьку команду, але вже у вересні був переведений у другу команду. Після чотирьох років у Регіональній лізі «Захід» Ленц повернувся до свого рідного міста на сезон 2016/17 і підписав дворічний контракт із «Уніоном» із Другої Бундесліги. Після того як за пів року Ленц лише одного разу вийшов на поле на заміну в матчі Другої Бундесліги, на початку 2017 року він був відданий в оренду в «Гольштайн Кіль», де провів наступні півтора року.

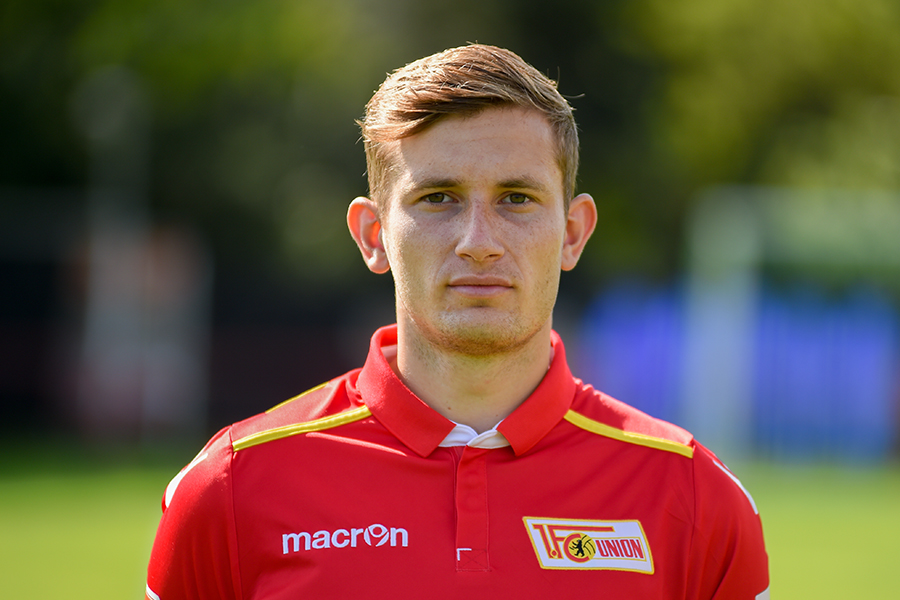
Крістофер Ленц під час виступів за «Уніон». 2016 рік.

Влітку 2018 року Крістофер повернувся до «Уніона», з яким за підсумками сезону 2018/19 вийшов до Бундесліги. У вищому німецькому дивізіоні Ленц дебютував у першому турі в домашній грі проти «РБ Лейпцига» (0:4) і загалом за два сезони зіграв 53 матчі Бундесліги.
Влітку 2021 року Ленц у статусі вільного агента перейшов до клубу «Айнтрахт» (Франкфурт), з яким підписав трирічну угоду. 2018 року перейшов до німецького клубу «Айнтрахт» (Франкфурт-на-Майні), з яким уклав п'ятирічний контракт. За підсумками сезону 2021/22 Ленц виграв з «Айнтрахтом» Лігу Європи УЄФА, зігравши в тому числі й у фінальному матчі, де на 100 хвилині замінив Евана Н'Діка і реалізував свій післяматчевий пенальті.
30 серпня 2023 року підписав контракт на рік з клубом «РБ Лейпциг».

## Виступи за збірну
У травні 2012 року Ленц провів два товариські матчі за збірну Німеччини U18. З серпня 2012 по червень 2013 року він також зіграв у десяти міжнародних матчах за збірну U19.

## Досягнення
- Переможець Ліги Європи УЄФА: 2021/22